# Сакрати, Франческо
Франческо Сакрати (итал. Francesco Sacrati; 1567, Феррара, Феррарское герцогство — 6 сентября 1623, Рим, Папская область) — итальянский куриальный кардинал и доктор обоих прав. Титулярный архиепископ Дамаска с 5 ноября 1612 по 19 апреля 1621. Апостольский датарий с 12 февраля 1621 по 6 сентября 1623. Епископ-архиепископ Чезены с 23 мая 1622 по 6 сентября 1623. Кардинал-священник с 19 апреля 1621, с титулом церкви Сан-Маттео-ин-Мерулана с 17 мая 1621 по 6 сентября 1623.